# Ormulum
El Ormulum u Orrmulum es una obra del siglo XII de exégesis bíblica, escrita en verso de temprano inglés medio por un monje llamado Orm (u Ormin). Gracias a la particular y exclusiva ortografía fonética adoptada por el autor, la obra conserva muchos detalles de la pronunciación inglesa de la época, en un tiempo en que el idioma estaba cambiando tras la conquista normanda; en consecuencia, a pesar de su falta de mérito literario, es extremadamente valioso para que los filólogos sigan el desarrollo del inglés. La preocupación de Orm era que los sacerdotes no hablaban el idioma vernáculo adecuadamente, así que desarrolló un sistema particular de escritura para decir a sus lectores cómo pronunciar cada vocal, y compuso su obra usando un metro poético estricto, lo que les permitía saber qué sílabas se encontraban acentuadas. Gracias a estos dos datos, los eruditos modernos han reconstruido el inglés medio, tal como lo hablaba Orm. 

## Orígenes
A diferencia de la mayoría de los trabajos de esta época, el Ormulum no es anónimo ni carece de título. El autor se refiere a sí mismo al final de la dedicatoria:

Icc was þær þær i crisstnedd wass
  Orrmin bi name nemmnedd
Donde yo fui bautizado, recibí
  el nombre de Ormin
Ded. 323-324

Al principio del prefacio, el autor se vuelve a identificar, usando una ortografía diferente, y le da título a la obra:

Þiss boc iss nemmnedd Orrmulum
  forrþi þatt Orrm itt wrohhte
Este libro se llama Ormulum
  porque Orm lo escribió
Pref. 1-2

El nombre "Orm" deriva del Nórdico antiguo, y significaba gusano, dragón. Con el sufijo "myn" por "hombre” (de ahí "Ormin"), era un nombre común en toda la zona Danelaw de Inglaterra. La presencia de dos formas de escribirlo está probablemente dictada por la métrica. El título del propio poema, "Ormulum", está tomado del latín speculum ("espejo"); puede ser interpretado como "Reflejo de Orm" o "Investigaciones de Orm."
No es sorprendente que el nombre sea danés; el idioma del Ormulum, un dialecto de las Midlands orientales, es rigurosamente propio de la zona Danelaw. Incluye numerosas frases en nórdico antiguo (particularmente, en los pares, o palabras en que coexisten un término inglés y otro en nórdico), y hay muy pocas influencias del francés antiguo (Bennett 33). Orm, por lo tanto, muestra tanto la lentitud de la influencia normanda para alcanzar las zonas que fueron danesas (comparándolo, por ejemplo, con la Crónica de Peterborough, también de las Midlands Orientales, que muestra gran influencia francesa aunque fue escrita antes que el Ormulum) y la asimilación de rasgos del nórdico antiguo en el primer inglés medio.
De acuerdo con el prefacio de la obra, Orm la escribió por encargo del Hermano Walter, que era su hermano tanto affterr þe flæshess kinde (esto es, biológicamente) y como compañero como canónigo de la orden agustina. Con esta información, y la evidencia del dialecto del texto, es posible proponer un lugar de origen con razonable certeza. Mientras algunos eruditos han sostenido que posiblemente provenga del Priorato de Elsham en el norte de Lincolnshire, recientemente se ha aceptado de manera generalizada que Orm escribió en la Abadía de Bourne, Lincolnshire). Dos datos apoyan esta tesis: primero, esta abadía fue establecida por los agustinos en 1138, y segundo, la obra incluye oraciones dedicadas a San Pedro y San Pablo, que son los patrones de esta abadía (Parkes).
Es imposible concretar la fecha de su composición. Orm escribió su libro a lo largo de décadas, y el manuscrito muestra signos de muchas correcciones a lo largo del tiempo. Como es aparentemente un autógrafo, se cree que dos de las tres escrituras que aparecen son del propio Orm, y que la fecha del manuscrito y la de su composición coinciden. Aparece una tercera escritura, la de un colaborador que añadió las glosas o extractos al principio de cada homilía; por ello se cree que el manuscrito fue acabado alrededor de 1180, pero que Orm pudo haberlo comenzado ya en 1150 (Parkes). El texto tiene unas pocas referencias a eventos históricos que permitan precisar más la fecha de composición; Orm pudo haber sido testigo de la Anarquía de los reinados de Esteban de Blois y de la Matilde, pues algunos autores encuentran referencias a estos hechos en algunas admoniciones, pero si esto es así, es bastante críptico, pues los sermones casi nunca se apartan de sus fuentes.

## Manuscrito
Sólo existe una copia del Ormulum, en la Biblioteca Bodleiana MS Junius 1. En su estado actual, está incompleto: el índice del libro dice que había 242 homilías, pero solo quedan 32. Es probable que el trabajo nunca llegase a cumplir el plan del índice, pero ha habido pérdidas en el manuscrito, incluso en tiempos modernos, como demuestra el hecho de que el anticuario holandés Jan van Vliet, uno de sus propietarios en el siglo XVII, copió fragmentos que ya no se conservan. J. A. W. Bennett considera que sólo ha sobrevivido «una quinta parte del texto, y eso en el más desagradable de los manuscritos» (Bennett, 30).
El pergamino usado es de la peor calidad, y el texto mismo fue escrito desordenadamente, economizando el espacio; está escrito en líneas continuas, como prosa, con las palabras y las líneas muy juntas, y con varias adiciones y correcciones, nuevas exégesis y lecturas alegóricas, que ocupan las esquinas de los márgenes (como puede verse en la reproducción superior). Robert W. Burchfield considera que estas indicaciones «sugieren que es un borrador “de trabajo” que el autor pretendía que fuese copiado posteriormente por un amanuense profesional» (Burchfield, 280). 
Parece curioso que un texto tan evidentemente pensado para ser ampliamente copiado exista en un único manuscrito, y que aparentemente es un borrador. Algunos (como por ejemplo Treharne, 274) sugieren que no sólo los lectores modernos han encontrado tediosa la obra. Sin embargo, el propio Orm dice en el Prefacio que desea que Walter quitara las palabras que encontrara torpes o incorrectas; esto implica que preveía una revisión o proceso de aprobación, y es posible que el Ormulum permaneciera como un borrador simplemente porque nunca dejó de estar en posesión de Walter.
No se sabe muy bien dónde estuvo el manuscrito antes del siglo XVII. De una firma en la hoja en blanco de la portada se sabe que estuvo en la colección de Jan van Vliet en 1659; fue subastada en 1666, después de su muerte, y probablemente adquirido por Franciscus Junius, de cuya biblioteca pasó a la Bodleiana como parte de la donación Junius (Holt, liv-lvi).

## Contenido y estilo
El Ormulum consiste en 20.000 líneas de verso métrico, explicando enseñanzas cristianas en cada uno de los textos usados en misa a lo largo del calendario eclesiástico. Como tal, es el primer ciclo de homilías en inglés desde las obras de Aelfrico de Abingdon (c. 990). La finalidad era proporcionar un texto accesible en inglés en beneficio de los creyentes menos educados, desde los clérigos que no podían leer el latín de la Vulgata hasta los parroquianos que no entendían el latín hablado. 
Cada homilía comienza con una paráfrasis de una lectura del Evangelio, seguida por su exégesis. El contenido teológico no es original; Orm sigue muy de cerca la exégesis de Beda del Evangelio de Lucas, las Enarrationes in Matthoei, y la Glossa ordinaria de la Biblia. Por tanto, primero lee cada verso alegóricamente más que literalmente. Más que identificar fuentes individuales, Orm se refiere con frecuencia a "ðe boc" y al "libro sagrado ", y Bennett ha especulado que los Hechos de los Apóstoles, Glossa Ordinaria, y Beda estaban todos juntos en una gran Biblia Vulgata en la abadía y que Orm sinceramente obtenía todo su material de una fuente que, para él, era un solo libro (Bennett 31).
Aunque "los sermones tienen poco valor literario o teológico " (Burchfield) y Orm posee "solo un recurso retórico", el de la repetición (Bennett), el Ormulum nunca pretendió ser un libro en el sentido moderno del término, sino más bien un compañero de liturgia. Los sacerdotes lo leerían, y las congregaciones oirían, sólo una entrada por día. El tedio que muchos experimentan al intentar leer el Ormulum hoy, no existiría para personas que sólo oyeran una homilía cada vez. Más aún, aunque la poesía de Orm es, como mucho, subliteratura, las homilías se pretendían para un recitado o canto sencillo, no para ser apreciadas estéticamente; todo, desde el metro rigurosamente estricto hasta la ortografía, estaba en función de la oratoria. 
Había homilías versificadas más antiguas, como las de Aelfrico de Abingdon o Wulfstan II, arzobispo de York, que se basaban en las reglas de la poesía en antiguo inglés. Estas homilías se tomaron suficientes libertades con la métrica para poder leerse como prosa. Pero Orm no sigue su ejemplo: más bien adopta un ritmo basado en el septenario yámbico latino, y escribe continuadamente, sin dividir su obra en estrofas ni rimando sus líneas, de nuevo siguiendo la poesía latina. Ningún crítico ha defendido nunca la obra desde el punto de vista literario. En realidad, el propio Orm era consciente de sus defectos: admite en el prefacio que frecuentemente ha acomodado las líneas para encajar con la métrica, "para ayudar a quienes lo lean", e insta a su hermano Walter a que modifique la poesía para ajustarla.
Un breve ejemplo puede ilustrar qué tipo de obra era. Este fragmento se refiere a la Natividad:
| Forrþrihht anan se time comm þatt ure Drihhtin wollde ben borenn i þiss middellærd forr all mannkinne nede he chæs himm sone kinnessmenn all swillke summ he wollde & whær he wollde borenn ben he chæs all att hiss wille. | Tan pronto como llegó la hora en que nuestro Señor quiso nacer en esta tierra media para salvar a la Humanidad, al tiempo escogió los parientes, todos los que él quiso, y decidió que nacería exactamente donde él deseaba. | (3494-3501) |

## Ortografía
El principal valor de Ormulum no es literario, sino que deriva de su sistema ortográfico. Orm afirma que, como no le gusta la forma en que la gente se equivoca a la hora de pronunciar el inglés, escribirá las palabras exactamente como se pronuncian, e idea un sistema donde la longitud de la vocal y su valor se indican sin ambigüedad.
Su principal innovación fue emplear consonantes dobles para mostrar que la vocal precedente es corta, y consonantes simples donde la vocal es larga. Para las sílabas que acaban en vocal, usó marcas de acentuación que indicasen la longitud. Además de esto, usó dos tipos de letras distintas para la <g>, usando la vieja yogh para [ʤ] y [j], y la nueva <g> para [g]. Su devoción por la ortografía precisa era meticulosa; por ejemplo, habiendo usado originalmente <eo> y <e> incoherentemente para palabras tales como "beon" y "kneow" que habían sido transcritas con <eo> en inglés antiguo, en la línea 13 000 cambió de opinión y volvió atrás, para cambiar todas las escrituras "eo" y reemplazarlas por la "e" sola ("ben" y "knew"), y así reflejar la pronunciación de manera exacta y consistente.
La combinación de este sistema con el rígido metro, y el esquema de acentuación que implicaba, proporciona suficiente información para reconstruir su pronunciación de forma precisa; haciendo la lógica asunción de que la pronunciación de Orm no era en modo alguno inusual, esto permite a los eruditos desarrollar una imagen excepcionalmente precisa de cómo se pronunciaba exactamente el inglés medio en los Midlands en la segunda mitad  del siglo XII.

## Significado
El libro de Orm tiene una serie de innovaciones que lo hacen valioso. Como señala Bennett, la adaptación que Orm hace del metro clásico con pautas de acentuación fijas anticipa a los futuros poetas ingleses, quienes harían lo mismo al encontrar prosodias en idiomas extranjeros. El Ormulum es el único ejemplo de tradición de homilías en Inglaterra entre Aelfrico y el siglo XIV, así como el último ejemplo de homilía en verso en inglés antiguo. También muestra en lo que se había convertido el inglés moderno dos siglos antes de Chaucer (Burchfield). Más aún, demuestra la preocupación de Orm por los laicos, por hacerles comprensibles los evangelios cuarenta años antes de que el Cuarto concilio lateranense de 1215 "incitase a la clerecía a entrar en acción" (Bennett, 33).
Al mismo tiempo, las particularidades de Orm y su intento de reforma ortográfica hicieron de su obra vital para entender el inglés medio. El Ormulum es, junto al Ancrene Wisse y el Ayenbite of Inwyt, uno de los tres textos cruciales que han permitido a los filólogos documentar la transformación del inglés antiguo en inglés medio.